# Schizocosa ceratiola
Schizocosa ceratiola este o specie de păianjeni din genul Schizocosa, familia Lycosidae. A fost descrisă pentru prima dată de Willis J. Gertsch și Wallace, 1935. Conform Catalogue of Life specia Schizocosa ceratiola nu are subspecii cunoscute.